# 木島平村立木島平中学校
木島平村立木島平中学校（きじまだいらそんりつ きじまだいらちゅうがっこう）は、長野県下高井郡木島平村に位置する村内唯一の公立中学校である。

## 生徒数
- 117名（令和7年度）[1]

## 進学元小学校
- 木島平村立木島平小学校

## 部活動
- 音楽部[2]
- バレーボール部
- スキー部
- 卓球部
- 野球部
- 陸上部